# دومينيك سولانكي
دومينيك أيوديلي سولانكي ميتشيل (بالإنجليزية: Dominic Solanke) (مواليد 14 سبتمبر 1997) هو لاعب لاعب كرة قدم إنجليزي يلعب مع نادي توتنهام هوتسبير و‌منتخب إنجلترا لكرة القدم.

## وصلات خارجية
- دومينيك سولانكي على موقع الاتحاد الأوربي (الإنجليزية)
- دومينيك سولانكي على موقع قاعدة بيانات كرة القدم.إي يو (الإنجليزية)
- دومينيك سولانكي على موقع ليكيب (الفرنسية)
- دومينيك سولانكي على موقع ناشيونال فوتبول تيمز (الإنجليزية)
- دومينيك سولانكي على موقع Soccerbase.com (لاعب) (الإنجليزية)
- دومينيك سولانكي على موقع Soccerway.com (الإنجليزية)
- دومينيك سولانكي على موقع عالم كرة القدم.نت (الإنجليزية)
- دومينيك سولانكي على موقع AS.com (الإسبانية)

- National Football Teams